# Дворянское гнездо
«Дворя́нское гнездо́» — роман, написанный русским писателем И. С. Тургеневым в 1856—1858 годах, впервые опубликованный в 1859 году в журнале «Современник».

## Персонажи
- Фёдор Иванович Лаврецкий, мать умерла (воспитывался у тётки Глафиры).
- Иван Петрович Лаврецкий, отец Фёдора, жил у тётки, затем у родителей, женился на Маланье Сергеевне (горничной матушки).
- Глафира Петровна Лаврецкая, тётка Фёдора, старая дева, характером пошла в бабку-цыганку.
- Пётр Андреевич Лаврецкий, дед Фёдора, простой степной барин.
- Андрей Афанасьевич Лаврецкий, прадед Фёдора, жёсткий, дерзкий человек.
- прабабка Лаврецкого, мстительная цыганка, ни в чём не уступала мужу.
- Сергей Петрович Гедеоновский, статский советник, льстец и плут.
- Мария Дмитриевна Калитина, богатая вдова-помещица.
- Марфа Тимофеевна Пестова, тётка Калитиной, старая дева.
- Владимир Николаевич Паншин, камер-юнкер, чиновник по особым поручениям, жених Лизы.
- Елизавета Михайловна (Лиза) и Елена Михайловна (Леночка) Калитины, дочери Марьи Дмитриевны.
- Христофор Фёдорович Лемм, старый учитель музыки, немец.
- Варвара Павловна Коробьина (Варенька), жена Лаврецкого, изменила мужу с французом.
- Михалевич, друг Фёдора, студент, «энтузиаст и стихотворец».
- Ада, дочь Варвары и Фёдора.
- Антон, служитель в доме Лаврецкого.

## Сюжет
Главным героем романа является Фёдор Иванович Лаврецкий, дворянин, имеющий многие черты самого Тургенева. Воспитывавшийся удалённо от своего отчего дома, сын отца-англофила и матери, умершей в раннем его детстве, Лаврецкий воспитывается в семейном загородном поместье строгой тётей. Часто критики искали основу для этой части сюжета в детстве самого Тургенева, который был воспитан матерью, известной своей строгостью.
Лаврецкий продолжает своё образование в Москве и во время посещения оперы замечает прекрасную девушку в одной из лож. Её зовут Варвара Павловна, и вот Фёдор Лаврецкий объясняется ей в любви и просит её руки. Пара женится, и молодожёны переезжают в Париж. Там Варвара Павловна становится весьма популярной содержательницей салона и вступает в романтические отношения с одним из постоянных её гостей. Лаврецкий узнаёт об измене жены в тот момент, когда случайно читает записку, написанную от возлюбленного к Варваре Павловне. Шокированный изменой жены, он порывает все контакты с нею и возвращается в своё фамильное поместье, где был воспитан.
По возвращении домой в Россию Лаврецкий навещает свою кузину, Марию Дмитриевну Калитину, живущую с двумя её дочерьми — Лизой и Леночкой. Лаврецкий немедленно заинтересовывается Лизой, чья серьёзная натура и христианские моральные принципы отличают ее от жены Лаврецкого, Варвары Павловны. Постепенно Лаврецкий осознаёт, что влюблён в Лизу и, прочитав в иностранном журнале сообщение о том, что Варвара Павловна умерла, объясняется Лизе в любви. Он узнаёт, что Лиза также любит его.
После объяснения в любви Лаврецкий возвращается домой, чтобы обнаружить там Варвару Павловну. Как выясняется, объявление в журнале было дано ошибочно.
Узнав о появлении Варвары Павловны, Лиза решает уйти в отдалённый монастырь и проживает остаток своих дней в монашестве. Роман оканчивается эпилогом, действие которого происходит восемь лет спустя, из которого становится также известно, что Лаврецкий навещает дом Калитиных, в котором застаёт весёлую молодёжь: Лизиного брата, повзрослевшую сестру Елену, их родственников и друзей. Там он, спустя прошедшие годы, несмотря на множество изменений в доме, видит гостиную, где часто встречался с любимой девушкой, видит рояль и сад перед домом, которые так запомнились ему из-за общения с Лизой. Лаврецкий живёт своими воспоминаниями и видит некий смысл и даже красоту в своей персональной трагедии. После своих раздумий герой уезжает обратно к себе домой.
В дальнейшем Лаврецкий посещает Лизу в монастыре, видит её, но она старается на него не смотреть.

## Реакция современников
Может быть, Пушкин даже лучше бы сделал, если бы назвал свою поэму именем Татьяны, а не Онегина, ибо бесспорно она главная героиня поэмы. Это положительный тип... Можно даже сказать, что такой красоты положительный тип русской женщины почти уже и не повторялся в нашей художественной литературе — кроме разве образа Лизы в «Дворянском гнезде» Тургенева.— Речь Ф. М. Достоевского о Пушкине
Роман стал причиной серьёзной размолвки между Тургеневым и Гончаровым. Д. В. Григорович, в числе прочих современников, вспоминает:

Раз — кажется, у Майковых — рассказывал он [Гончаров] содержание нового предполагаемого романа, в котором героиня должна была удалиться в монастырь; много лет спустя вышел роман Тургенева «Дворянское гнездо»; главное женское лицо в нём также удалялось в монастырь. Гончаров поднял целую бурю и прямо обвинил Тургенева в плагиате, в присвоении чужой мысли, предполагая, вероятно, что мысль эта, драгоценная по своей новизне, могла явиться только ему, а у Тургенева недостало бы настолько таланта и воображения, чтобы дойти до неё. Дело приняло такой оборот, что пришлось назначить третейский суд, составленный из Никитенкo, Анненкова и третьего лица, — не помню кого. Ничего из этого, конечно, не вышло, кроме смеху; но с тех пор Гончаров перестал не только видеться, но и кланяться с Тургеневым.
Заглавие стало синонимом дворянской усадьбы; впервые Тургенев употребил его в рассказе «Мой сосед Радилов» (1847) из «Записок охотника».

## Экранизации
- Роман экранизирован в 1914 году В. Р. Гардиным (в главных ролях Ольга Преображенская и Михаил Тамаров). Фильм не сохранился.
- В 1965 году в Югославии Загребским телевидением снят по роману телевизионный фильм «Plemićko gnijezdo»; режиссёр Даниэль Марушич[хорв.].
- Экранизирован в 1969 году Андреем Кончаловским (в главных ролях Леонид Кулагин и Ирина Купченко).
- В 1969 году на телевидении ГДР снят по роману фильм; режиссёр Ганс-Эрик Корбшмидт.
- В 1979 году был снят фильм Лиза / Liza (ТВ) (Великобритания); режиссёр Питер Хаммонд[англ.], по роману «Дворянское гнездо» (сериал BBC Two, пьеса недели).